# Verbascum cerinum
Verbascum cerinum är en flenörtsväxtart som beskrevs av Pierre Edmond Boissier och Heldr.. Verbascum cerinum ingår i släktet kungsljus, och familjen flenörtsväxter. Inga underarter finns listade i Catalogue of Life.